# Blason de l'Eure

Armoiries de l'Eure

Les armoiries de l'Eure associent les deux léopards de Normandie et les armes du comté d'Évreux à partir desquels le département français a été formé. Armoiries créées par Robert Louis dans les années 1950.
La description héraldique en est la suivante, au choix :
- Coupé : au premier de gueules à deux léopards d’or, l’un au-dessus de l’autre, au second d’azur semé de fleurs de lis d’or, à la bande componée d’argent et de gueules brochante [1].

- Coupé : au premier de gueules aux deux léopards d'or armés et lampassés d'azur passant l'un sur l'autre, au second d'azur semé de fleurs de lys d'or brisé d'un bâton componé d'argent et de gueules [2].

Le chef des armoiries est aux armes de l'ancienne province de Normandie. La pointe porte celles des comtes apanagistes d'Évreux.